# Сибирский комитет

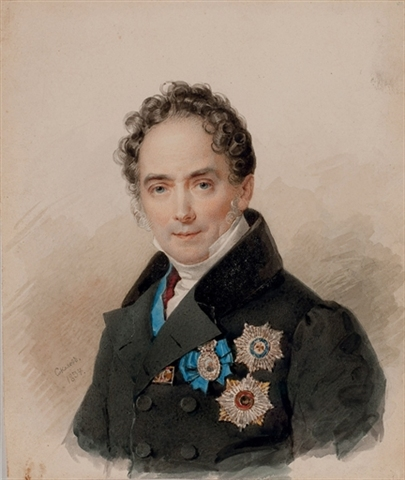
Первый председатель первого Сибирского комитета В. П. Кочубей
(портрет кисти Петра Соколова)

Сибирский комитет — высший законосовещательный и распорядительный орган Российской империи по делам восточных окраин страны.
Комитет Сибирский был образован 28 июля (9 августа) 1821 года российским императором Александром I для рассмотрения отчёта графа Михаила Михайловича Сперанского по обозрению Сибири. В состав его вошли сам Сперанский, графы А. А. Аракчеев, Д. А. Гурьев и В. П. Кочубей, князь А. Н. Голицын и государственный контролер барон Б. Б. Кампенгаузен.
В Сибирском комитете было рассмотрено новое устройство всех частей управления Сибирью, выработанное Сперанским и Высочайше утвержденное 22 июля 1822 года. Одновременно продолжено было и существование самого Комитета, получившего название сибирского, но лишь на время, пока не закончено будет переустройство Сибири. Фактически сибирский комитет стал специальным установлением для рассмотрения законопроектов, по сибирским вопросам; в прямые отношения к нему поставлены были и генерал-губернаторы Сибири, которые вносили в Комитет и свои всеподданнейшие отчеты.
Председателями комитета в разное время были: граф В. П. Кочубей (1821—1823), барон Б. Б. Кампенгаузен (июнь/июль — август/сентябрь 1823 года), В. С. Ланской (1823—1828), граф А. А. Закревский (1828—1831), граф Д. Н. Блудов (1832—1838).
В 1838 году Сибирский комитет был закрыт, а все дела, поступавшие в него, повелено было вносить в Государственный совет Российской империи и Комитет министров.

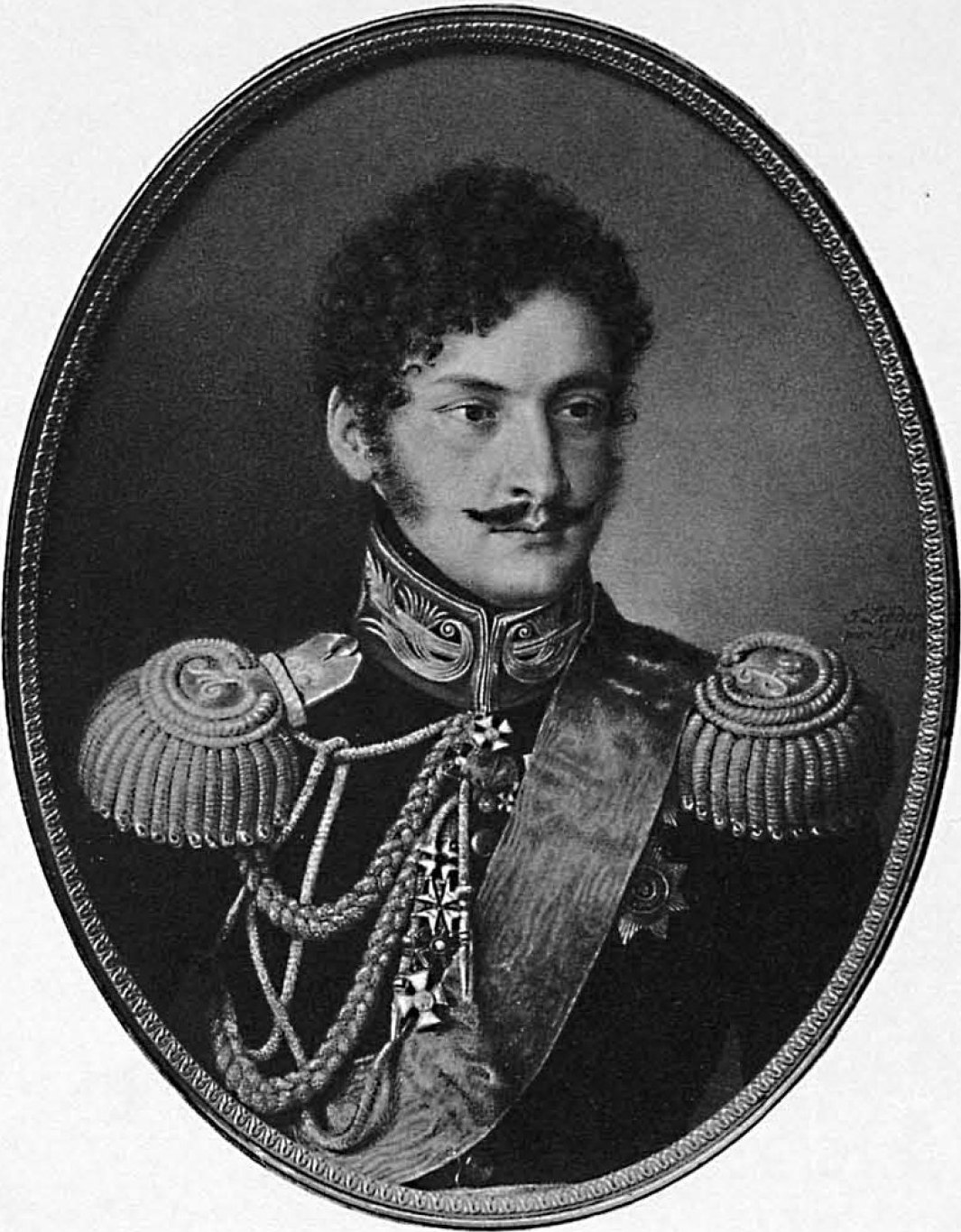
Первый председатель второго Сибирского комитета А. И. Чернышёв
(худ. Лидер, Фридрих Иоганн Готлиб)

Вскоре ревизия западной Сибири, произведенная членом государственного совета Н. Н. Анненковым, обнаружила, что в Сибири не установилось ещё «прочное устройство, вполне соответствующее местным и политическим обстоятельствам того края», и Комитет был восстановлен, в непосредственном ведении государя Николая Первого, Высочайшим Указом от 17 апреля 1852 года.
В состав Второго сибирского комитета входили все члены Кавказского комитета и, сверх того, члены, Высочайше назначенные для присутствования в одном лишь Сибирском комитете. В Сибирский комитет вносились все дела по Сибири, как законодательные, так и исполнительные, превышавшие власть министров и требовавшие Высочайшего разрешения; но и о тех делах по Сибири, которые министры разрешали собственной своей властью, они обязаны были сообщать в Сибирский комитет, в котором вообще сосредоточены были все сведения о Сибири, личном составе управления ею, действиях сибирских властей и т. п.
Председателем Сибирского комитета являлся по должности председатель Кавказского комитета: светлейший князь А. И. Чернышёв (1852—1855), затем князь А. Ф. Орлов (1856—1861), затем должность оставалась вакантной, а обязанности управляющего делами исполнял В. П. Бутков (1852—1864/65).
Делопроизводство по Сибирскому комитету велось в канцелярии Кавказского комитета, которая, за все время существования первого, именовалась Канцелярией комитетов кавказского и сибирского и состояла в ведении одного управляющего делами обоих Комитетов.
31 декабря 1864 года Сибирский комитет присоединен был к Комитету министров Российской империи.
Большая российская энциклопедия даёт такую итоговую оценку деятельности Сибирского комитета:
«Деятельность С. к. до определённой степени повысила эффективность управления регионом, хотя унификации управления Сибирью не произошло.»